# Stella Márquez
Maria Stella Márquez Zawadsky de Araneta ( Tumaco, Nariño, Colombia; 17 de junio de 1937 ). Es una ex reina de belleza Colombiana. Conocida por ser la ganadora del Miss Colombia 1959 y del Miss International 1960.
Su padre fue Arturo Eduardo Márquez Acevedo, nacido en Tumaco el 13 de octubre de 1910, hijo del próspero comerciante Francisco Márquez, una calle en Tumaco lleva su apellido en su honor. Su madre fue Stella Zawadzky Navia, nacida Cali el 21 de febrero de 1920, nieta de Estanislao Zawadski Bronsky, quien llegó de Polonia a Cali a mediados del siglo XIX.
Nació en Tumaco; Colombia el 17 de junio de 1937. Fue elegida como Miss Colombia en 1959, compitió en el concurso Miss Universo que se celebró en Miami Beach en Florida, llegando a ser semifinalista. Luego compitió en el primer certamen de belleza Miss Internacional, celebrada en Long Beach, California en los Estados Unidos, donde ganó la competencia, pasando a ser la primera Miss Internacional, y la primera representante latina en ganar el concurso.
Contrajo matrimonio con el negociante filipino Jorge Araneta, residenciándose en Filipinas. Es ciudadana naturalizada de este país desde 1970.
Es la actual presidenta del Miss Filipinas